# Гонконг Рейнджерс
ФК Гонконг Рейнджерс (кит. трад. 流浪足球會), ныне известный как Биу Чун Рейнджерс по имени спонсора, гонконгский футбольный клуб, который в настоящее время выступает в Первом дивизионе Гонконга. Клуб однажды побеждал в Чемпионате Гонконга, четырежды побеждал в Кубке Лиги, и является двукратным обладателем Кубка Гонконга .

## История

### От основания до 21 века
Клуб был основан в 1958 году шотландским эмигрантом из Глазго по имени Иэн Джон Петри. Он назвал свой клуб в честь знаменитого клуба из Глазго. Это был первый азиатский футбольный клуб с современной системой управления. В первые годы, клуб не мог конкурировать с большими Гонконгскими клубами в финансовом отношении. Поэтому Петри сделал ставку на молодых игроков, и команда была известна как инкубатор для молодежи, где они набирались игрового опыта. Куок Камин был самым известным игроком обнаруженным Петри в 1960-х годах. В 1970 году клуб пригласил трёх шотландских профессиональных игроков в Гонконг. Они были первыми европейскими профессиональными игроками, сыгравшими в Лиге Гонконга, что открыло новую главу в футбольной истории страны.

### 2000-2018
12 октября 2001 года, клуб был переименован в честь своего спонсора, компании Булер, в результате чего носил название название "Булер Рейнджерс" до лета 2006 года. 15 сентября 2007 года, клуб объявил, что он обеспечил большую спонсорскую помощь от компании Булова, известного бренда наручных часов, и стал использовать "Булова Рейнджерс" в качестве названия команды.
В 2011 году команда сменила свое имя как Кам Фун. Клуб стал чемпионом Второго дивизиона в сезоне 2011/12 и был повышен в Первый дивизион. В 2012 году клуб был переименован в Биу Чун Рейнджерс благодаря спонсорской помощи компании Биу Чун, производителя наручных часов.
В начале 2000-х годов, Рейнджерс воспитал  множество будущих игроков сборной Гонконга, таких как Чхань Вайхоу, Мань Пэйтак,  Лам Кавай и Лоу Куаньи. Однако в следующем десятилетии результаты клуба пошли на спад, в том числе из-за отсутствия талантливой молодежи.

### 2018–
После того как клуб занял последнее место в Премьер лиге 2017/18, Рейнджерс были переведены обратно в первый дивизион после шести лет пребывания в высшем дивизионе. Бывший игрок сборной Гонконга Вон Чиньхун  был нанят в качестве играющего тренера клуба.

## Выступления в Азии
| 1995/96 | Кубок обладателей Кубков Азии | Первый раунд | автоматически проходит далее |     |     |     |
| 1995/96 | Кубок обладателей Кубков Азии | Второй раунд | Йокогама Флюгелс             | 1:3 | 2:4 | 3:7 |

## Достижения

### Лига
- Первый Дивизион (до 2014 являлся высшим дивизионом в Гонконге)

Чемпионы (1): 1970/71
- Второй дивизион

Чемпионы (2): 1964/65, 2011/12
- Третий "А" дивизион

Чемпионы (1): 1991/92

### Кубки
- Кубок Лиги

Победители (4): 1965/66, 1970/71, 1974/75, 1994/95
Финалисты (2): 1975/76, 1981/82
- Кубок Гонконга

Победители (2): 1976/77, 1994/95
Финалисты (3): 1974/75, 1982/83, 2002/03